# 13-я пехотная дивизия (Польша)
13-я кресовская пехотная дивизия — пехотное соединение Польской армии во Франции (1918—1919) и армии Второй Польской Республики (1919—1939).

## Формирование
Формирование 1-й дивизии польских стрелков началось в июне 1918 года в составе польской армии во Франции. 17 июня в Вильере-Мармери 1-й польский стрелковый полк принял присягу. 8 июля в дивизии было 227 офицеров и 10 005 рядовых. В ноябре 1918 года французское командование намеревалось использовать дивизию в операции по захвату региона Саарбрюккен, несмотря на то, что она не завершила формирование. 11 ноября дивизия вышла на позиции в районе Люневиля. В боях не участвовала вследствие Компьенского перемирия

## 1919—1939
Польско-украинская война
9 сентября 1919 года по приказу главы польского государства Юзефа Пилсудского 1-я дивизия польских стрелков была переименована в 13-ю пехотную дивизию и преобразована в штатную дивизию, состоящую из двух пехотных бригад (каждая в составе двух полков).

С мая по июль 1919 года дивизия участвовала в боях с войсками УНР в районе Владимира-Волынского, Ковеля и Луцка .
Советско-польская война

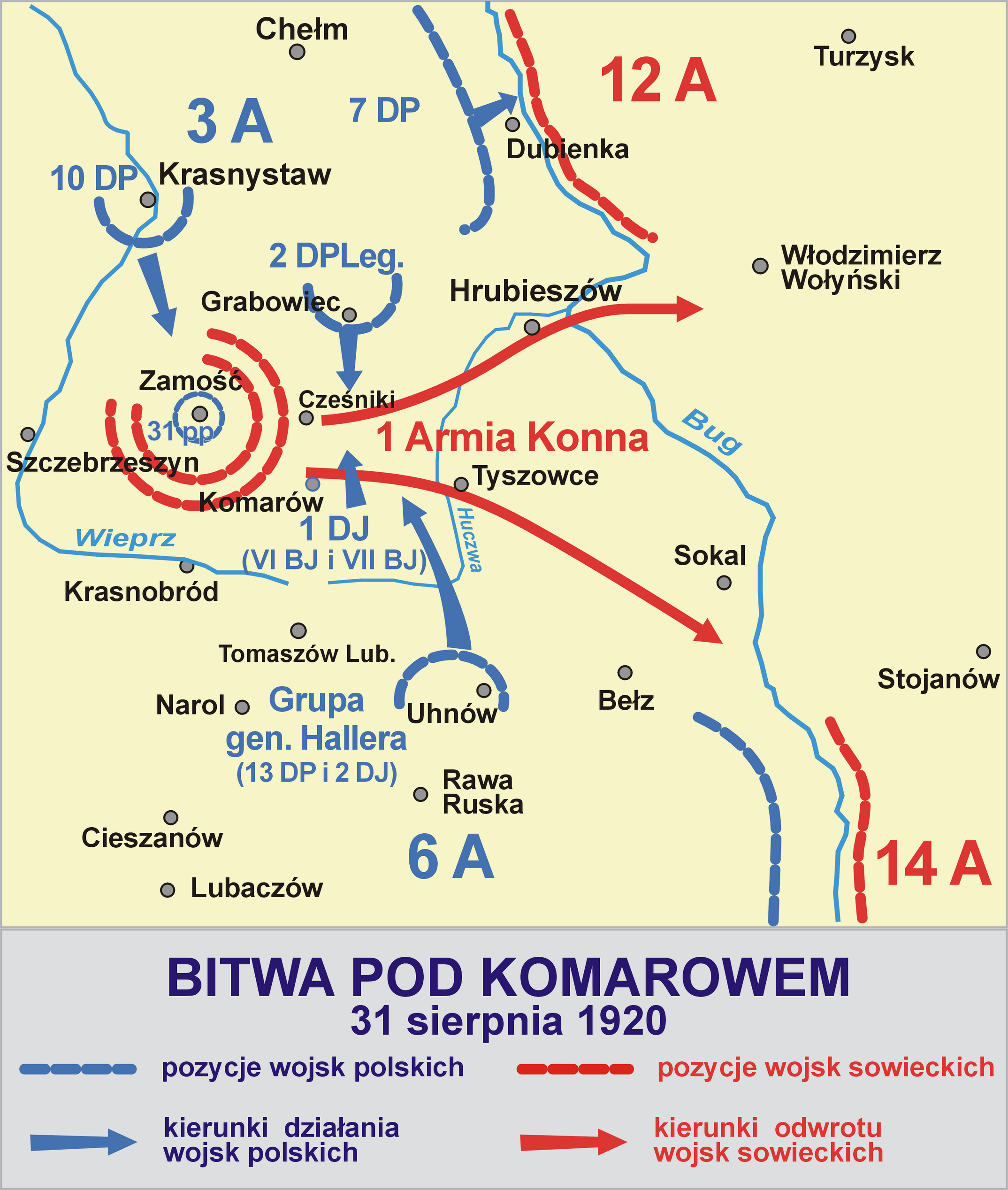
Битва при Комарове, август 1920

В ходе советско польской войны (с августа 1919) вела бои с Красной армией за Новоград-Волынский и Острог. С апреля 1920 года участвовала в наступлении на Киев, захватила Острополь и Казатин. С началом советского наступления дивизия успешно отражала атаки 1-й Конной армии. В конце мая — начале июня 1920 года принимала участие в обороне Казатина. В августе дивизия остановила продвижение армии Будённого на Львов (см. Битва при Бродах). Благодарные жители Львова вручили командиру дивизии памятный вымпел. В сентябре дивизия была переброшена под Варшаву, где сражалась с 1-й Конной у Замостья (см. Оборона Замостья), Комарова (Битва при Комарове) и Тышовце. После поражения РККА под Варшавой вела наступление на Волыни в направлении Луцка.
Межвоенный период
В октябре 1921 года польская армия была переведена на штаты мирного времени.
Подразделения дивизии были размещены в гарнизонах:
- Ровно — командование дивизии
- Дубно — 43-й пехотный полк
- Броды — II / 43 пехотный полк
- Луцк — III / 13 конная группа
- Владимир-Волынский — запасной кадрированный полк

Вторая мировая война

## Командиры дивизии
- бригадный генерал Джозеф Экочар (3 VII — 4 VIII 1918)
- бригадный генерал Жан Видалон (2 сентября 1918 — 21 III 1919)
- бригадный генерал Джозеф Жан Бернар
- Генерал-лейтенант Леонард Скерски (сентябрь — 15 декабря 1919 г.)
- Генерал-лейтенант Ян Ромер (15 декабря 1919 г. — 20 апреля 1920 г.)
- Полковник Франтишек Паулик (20 апреля — 13 августа 1920)
- Генерал-лейтенант Станислав Халлер (13 августа — 9 сентября 1920)
- Генерал-лейтенант Адам Новотны (10 сентября 1920 г. — октябрь 1921 г.)
- Генерал-лейтенант Павел Шиманский (октябрь 1921 — март 1922)
- Полковник С. Г. Джулиан Стахевич (9 апреля 1922 г. — 1 апреля 1923 г.)
- Бригадный генерал Мариан Кукель (1 апреля 1923 г. — 15 января 1925 г.)
- Бригадный генерал Эдмунд Кнолль-Ковнацкий (15 января 1925 г. — 28 февраля 1935 г.)
- Полковник Бронислав Регульский (после 10 ноября 1932 г. — январь 1933 г.)
- Полковник Юзеф Вербей (после I—VIII 1933)
- Полковник Александр Зигмунт Мышковский (28 февраля 1935 г. — январь 1938 г.)
- Полковник Юзеф Свертняк (январь 1938 г. — 23 августа 1939 г.)
- Полковник Владислав Зубош-Калиньский (26 VIII—IX 1939)

### Комментарии
1. ↑  «Кре́сы» или «Восточные кресы» (пол. 13 Kresowa Dywizja Piechoty) — окраины, пограничные территории) — польское название территорий нынешних Западной Украины, Белоруссии и Литвы, в 1918-1939 гг. входивших в состав Польши.